# Cité du Vitrail

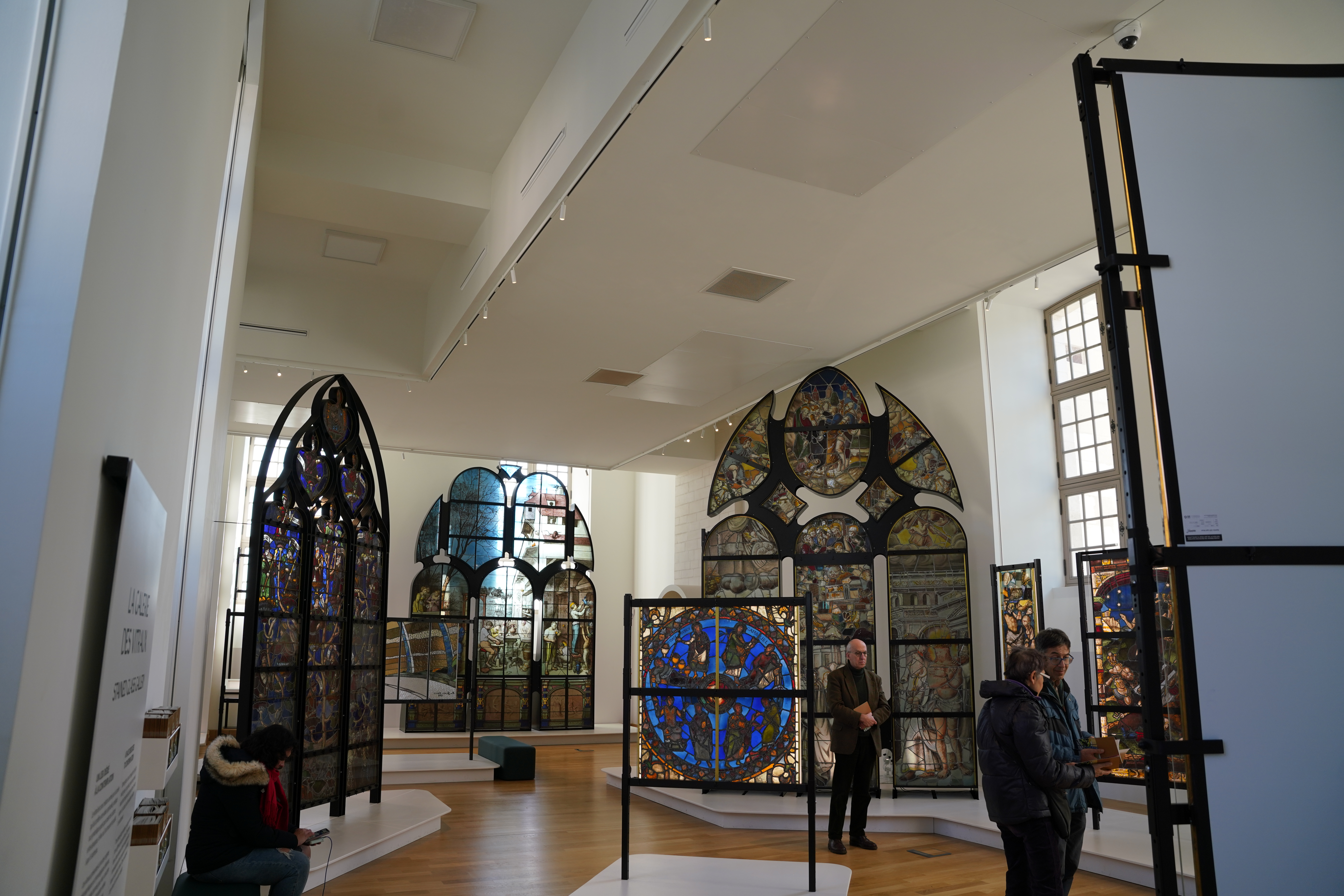

De Cité du Vitrail is een museum in het Franse Troyes. Het museum met onderzoekscentrum en documentatiecentrum is gewijd aan glas in lood en gebrandschilderd glas. Het museum is gevestigd in voormalig hospice Hôtel-Dieu-le-Comte, vlak bij de kathedraal van Troyes. Het werd geopend in december 2022. Op 3000 vierkante meter worden gebrandschilderde glazen tentoongesteld en wordt de techniek uit de doeken gedaan.

## Bron
1. ↑  Le Figaro